# 荒木遼太郎
荒木遼太郎（2002年1月29日—），日本足球運動員，現效力日職球隊鹿島鹿角，司職中場。

## 俱樂部生涯
荒木辽太郎出生在熊本县山鹿市，出自熊本深红青训，随后去到了东福冈高等学校。作为东福冈高等学校足球部的队长，荒木司职中场，主要以前腰位置为主，可以胜任前锋及后腰，以优秀的脚下技术和广阔的视野，能够在进攻中合理的进行带球与传球，也能有高质量的关键传球。荒木在高中一年级时，入选过U-15日本代表；去年跟随日本代表参加了U-16亚洲杯，对泰国的比赛中贡献了两球一助攻，最终帮助球队夺得该届赛事冠军。
今年荒木成为了球队的队长，其在球队中的位置渐渐从前腰变到了后腰，位置的变化让荒木的防守能力得到了提升。由于受伤的原因，荒木缺席了夏天的全国高等学校综合体育大会。
东福冈高中的荒木遼太郎成为鹿岛鹿角2020年内定选手。
2020年，荒木辽太郎在日本联赛杯鹿岛鹿角对阵名古屋鲸鱼的比赛上首次亮相。 8月16日，他在与神户胜利船的比赛中打进职业生涯首粒进球。

## 外部連結
- 荒木遼太郎的X（前Twitter）
- 荒木遼太郎的Instagram帳戶